# Энди (гусь)
Энди (1987 — 19 октября 1991) — серый гусь, родившийся без перепончатых частей лап. Получил известность как «Гусь в кроссовках». Был убит в 1991 году неизвестным преступником.

## История
Серый гусь, получивший кличку Энди, вылупился в 1987 году без перепончатых частей лап и жил на ферме в Гарварде штата Небраска. Когда Энди было два года, Джин Флеминг из соседнего города Хейстингс узнал о тяжёлом положении птицы. Флеминг был членом местной благотворительной организации для детей-инвалидов и изобретателем. Флеминг перевёз Энди и его подругу, гусыню Полли, на свою ферму в Хейстингс.
Первые попытки обеспечить Энди большую мобильность при помощи протезов, похожих на скейтборды, не увенчались успехом. Затем Флеминг надел Энди специально подобранную обувь детского размера и успешно научил птицу ходить в ней. Впоследствии Энди привлёк внимание средств массовой информации и производителя спортивной одежды, который предложил пожизненную сделку по поставке обуви — птица изнашивала пару примерно за месяц.
Энди стал примером для подражания, особенно для детей-инвалидов. В своих кроссовках Энди мог ходить, плавать и летать, что должно было вселять надежду в людей с ограниченными возможностями.
19 октября 1991 года Энди исчез, а через день его нашли мёртвым в местном парке, без головы и крыльев. Местное сообщество собрало 10 000 долларов США в качестве награды за поимку убийцы. Установить личность преступника не удалось.
В 2000 году двое местных жителей, Ян и Эд Фаулеры, поставили гусю Энди памятник на ферме Флеминга. В некоторых домохозяйствах Америки гусей стали обувать в ботиночки, по примеру Энди, для защиты лап от повреждений.